# Nimiq 4
O Nimiq 4 é um satélite de comunicação geoestacionário canadense da série Nimiq construído EADS Astrium, ele está localizado na posição orbital de 82 graus de longitude oeste e é administrado pela Telesat Canada, com sede em Ottawa no Canadá. O satélite foi baseado na plataforma Eurostar-3000S e sua expectativa de vida útil é de 15 anos.

## História
O Nimiq 4 é o substituto do Nimiq 4iR que estava substituindo o Nimiq 4i. Ele fornece serviços avançados, como a televisão de alta definição, canais especiais e programação de línguas estrangeiras.

## Lançamento
O satélite foi lançado com sucesso ao espaço no dia 19 de setembro de 2008, às 21:47 UTC, por meio de um veículo Proton-M/Briz-M a partir do Cosmódromo de Baikonur, no Cazaquistão. Ele tinha uma massa de lançamento de 4.850 kg.

## Capacidade e cobertura
O  Nimiq 4 é equipado com 32 transponders em banda Ku de alta potência ativos e 8 transponders de banda Ka para fornecer HDTV digital para o Canadá. O satélite foi totalmente arrendado para a Bell TV.